# Llista de topònims de Guissona
Llista de topònims (noms propis de lloc) del municipi de Guissona, a la Segarra
Informació actualitzada per un bot. Els canvis manuals es perdran quan s'actualitzi!

## cabana
| imatge | Nom                             | Ubicat a        | instància de | Detalls                                  | coordenades                                                                  | Protecció                   | Commons (més fotos) | Dades a WD                    |
| ------ | ------------------------------- | --------------- | ------------ | ---------------------------------------- | ---------------------------------------------------------------------------- | --------------------------- | ------------------- | ----------------------------- |
|        | Pallisses del Condal            | Guarda-si-venes | cabana       |                                          | 41° 48′ 57″ N, 1° 16′ 29″ E / 41.8159176468164°N,1.27460077132503°E 510 msnm |                             |                     | Modifica les dades a Wikidata |
|        | cabana de Sofia                 | Guissona        | cabana       | Estat: ruïnós                            | 41° 48′ 13″ N, 1° 16′ 43″ E / 41.803604565255°N,1.27872295251757°E 490 msnm  |                             |                     | Modifica les dades a Wikidata |
|        | cabana de l'Aubeta              | Guissona        | cabana       |                                          | 41° 47′ 58″ N, 1° 16′ 05″ E / 41.799507318618°N,1.26798784050604°E 510 msnm  |                             |                     | Modifica les dades a Wikidata |
|        | cabana de l'Era                 | Guarda-si-venes | cabana       | Estil: arquitectura popular 20th century | 41° 48′ 37″ N, 1° 16′ 27″ E / 41.810282°N,1.274171°E 522 msnm                | bé cultural d'interès local |                     | Modifica les dades a Wikidata |
|        | cabana de les Planes            | Guissona        | cabana       |                                          | 41° 47′ 49″ N, 1° 16′ 09″ E / 41.7970745016446°N,1.26911252686258°E 514 msnm |                             |                     | Modifica les dades a Wikidata |
|        | cabana del Barato               | Guarda-si-venes | cabana       |                                          | 41° 48′ 33″ N, 1° 16′ 54″ E / 41.8090790883414°N,1.28163406982269°E 515 msnm |                             |                     | Modifica les dades a Wikidata |
|        | cabana del Batlle               | Guissona        | cabana       | Estat: enderrocat o destruït             | 41° 48′ 05″ N, 1° 17′ 19″ E / 41.8015178546686°N,1.28855267896088°E 478 msnm |                             |                     | Modifica les dades a Wikidata |
|        | cabana del Bep                  | Guarda-si-venes | cabana       | Estat: ruïnós                            | 41° 48′ 19″ N, 1° 16′ 34″ E / 41.8053955170135°N,1.27623139055055°E 493 msnm |                             |                     | Modifica les dades a Wikidata |
|        | cabana del Canot                | Guissona        | cabana       |                                          | 41° 46′ 42″ N, 1° 16′ 38″ E / 41.7783550977234°N,1.27724468849328°E 470 msnm |                             |                     | Modifica les dades a Wikidata |
|        | cabana del Condal               | Guissona        | cabana       |                                          | 41° 48′ 07″ N, 1° 16′ 09″ E / 41.8020039647864°N,1.26930482769522°E 512 msnm |                             |                     | Modifica les dades a Wikidata |
|        | cabana del Dalmases             | Guissona        | cabana       |                                          | 41° 46′ 56″ N, 1° 19′ 11″ E / 41.782200500596°N,1.31977526186667°E 557 msnm  |                             |                     | Modifica les dades a Wikidata |
|        | cabana del Ferrer               | Guissona        | cabana       |                                          | 41° 46′ 51″ N, 1° 18′ 45″ E / 41.7807415776371°N,1.3124131170928°E 540 msnm  |                             |                     | Modifica les dades a Wikidata |
|        | cabana del Genari i el Carboner | Guissona        | cabana       |                                          | 41° 46′ 25″ N, 1° 18′ 18″ E / 41.7736353108763°N,1.30506768832025°E 547 msnm |                             |                     | Modifica les dades a Wikidata |
|        | cabana del Giribet              | Guissona        | cabana       |                                          | 41° 48′ 08″ N, 1° 17′ 19″ E / 41.8023403507706°N,1.28874745102125°E 481 msnm |                             |                     | Modifica les dades a Wikidata |
|        | cabana del Guineu               | Guissona        | cabana       |                                          | 41° 46′ 23″ N, 1° 17′ 28″ E / 41.7730517152472°N,1.29121078292008°E 518 msnm |                             |                     | Modifica les dades a Wikidata |
|        | cabana del Jombet               | Guissona        | cabana       | Estat: ruïnós                            | 41° 47′ 36″ N, 1° 16′ 27″ E / 41.7933839014677°N,1.27403798486579°E 480 msnm |                             |                     | Modifica les dades a Wikidata |
|        | cabana del Manel                | Guissona        | cabana       |                                          | 41° 46′ 47″ N, 1° 18′ 13″ E / 41.7796305378629°N,1.30363431991824°E 428 msnm |                             |                     | Modifica les dades a Wikidata |
|        | cabana del Masses               | Guissona        | cabana       |                                          | 41° 47′ 42″ N, 1° 17′ 26″ E / 41.7951085094894°N,1.29058876365716°E 495 msnm |                             |                     | Modifica les dades a Wikidata |
|        | cabana del Massons              | Guissona        | cabana       | Estat: ruïnós                            | 41° 47′ 59″ N, 1° 17′ 07″ E / 41.7996866348731°N,1.28533954349134°E 480 msnm |                             |                     | Modifica les dades a Wikidata |
|        | cabana del Meu                  | Guissona        | cabana       |                                          | 41° 46′ 25″ N, 1° 17′ 30″ E / 41.7735977999068°N,1.2915933261528°E 518 msnm  |                             |                     | Modifica les dades a Wikidata |
|        | cabana del Meuet                | Guissona        | cabana       | Estat: enderrocat o destruït             | 41° 47′ 47″ N, 1° 16′ 29″ E / 41.7963293305488°N,1.27465701439544°E 492 msnm |                             |                     | Modifica les dades a Wikidata |
|        | cabana del Miró                 | Guissona        | cabana       |                                          | 41° 46′ 43″ N, 1° 17′ 58″ E / 41.7785039658121°N,1.29932029143835°E 523 msnm |                             |                     | Modifica les dades a Wikidata |
|        | cabana del Misses               | Guissona        | cabana       |                                          | 41° 47′ 57″ N, 1° 17′ 18″ E / 41.7992705600797°N,1.28823936447325°E 475 msnm |                             |                     | Modifica les dades a Wikidata |
|        | cabana del Morera               | Guissona        | cabana       |                                          | 41° 48′ 00″ N, 1° 16′ 58″ E / 41.8000090010938°N,1.28280328323871°E 483 msnm |                             |                     | Modifica les dades a Wikidata |
|        | cabana del Padollers            | Guissona        | cabana       |                                          | 41° 47′ 55″ N, 1° 16′ 59″ E / 41.7984732774222°N,1.28309705349791°E 476 msnm |                             |                     | Modifica les dades a Wikidata |
|        | cabana del Pallarès             | Guissona        | cabana       |                                          | 41° 46′ 23″ N, 1° 18′ 35″ E / 41.7730735070428°N,1.30972663043207°E 561 msnm |                             |                     | Modifica les dades a Wikidata |
|        | cabana del Paner                | Guissona        | cabana       | Estat: enderrocat o destruït             | 41° 46′ 47″ N, 1° 17′ 47″ E / 41.7796953144875°N,1.29644908769459°E 510 msnm |                             |                     | Modifica les dades a Wikidata |
|        | cabana del Pariça               | Guarda-si-venes | cabana       |                                          | 41° 48′ 49″ N, 1° 16′ 14″ E / 41.8136950507035°N,1.27054308351291°E 520 msnm |                             |                     | Modifica les dades a Wikidata |
|        | cabana del Peregrinet           | Guissona        | cabana       |                                          | 41° 48′ 10″ N, 1° 16′ 34″ E / 41.8026631255909°N,1.27600372260627°E 488 msnm |                             |                     | Modifica les dades a Wikidata |
|        | cabana del Pi                   | Guissona        | cabana       |                                          | 41° 47′ 46″ N, 1° 16′ 20″ E / 41.7959866970196°N,1.27223498805378°E 516 msnm |                             |                     | Modifica les dades a Wikidata |
|        | cabana del Sangés               | Guissona        | cabana       | Estat: ruïnós                            | 41° 46′ 33″ N, 1° 17′ 52″ E / 41.775861810444°N,1.29788611520051°E 521 msnm  |                             |                     | Modifica les dades a Wikidata |
|        | cabana del Sant                 | Guissona        | cabana       |                                          | 41° 47′ 46″ N, 1° 17′ 21″ E / 41.7960960612695°N,1.28916636557705°E 497 msnm |                             |                     | Modifica les dades a Wikidata |
|        | cabana del Sec                  | Guissona        | cabana       |                                          | 41° 47′ 37″ N, 1° 16′ 16″ E / 41.793672°N,1.271043°E 486 msnm                |                             |                     | Modifica les dades a Wikidata |
|        | cabana del Somalenc             | Guissona        | cabana       |                                          | 41° 46′ 51″ N, 1° 18′ 52″ E / 41.7807904930124°N,1.31451759502597°E 541 msnm |                             |                     | Modifica les dades a Wikidata |
|        | cabana del Tarumba              | Guissona        | cabana       |                                          | 41° 48′ 28″ N, 1° 16′ 44″ E / 41.8076956696206°N,1.2788662111555°E 505 msnm  |                             |                     | Modifica les dades a Wikidata |
|        | cabana del Tressens             | Guissona        | cabana       |                                          | 41° 46′ 29″ N, 1° 17′ 58″ E / 41.7747579873086°N,1.2993711534009°E 527 msnm  |                             |                     | Modifica les dades a Wikidata |
|        | cabana del Tressens             | Guissona        | cabana       |                                          | 41° 46′ 41″ N, 1° 16′ 32″ E / 41.7779436052666°N,1.27563133588304°E 471 msnm |                             |                     | Modifica les dades a Wikidata |
|        | cabana del Villorbina           | Guissona        | cabana       |                                          | 41° 47′ 29″ N, 1° 16′ 21″ E / 41.7913430156707°N,1.27248007746345°E 481 msnm |                             |                     | Modifica les dades a Wikidata |
|        | cabana del Xamora               | Guarda-si-venes | cabana       |                                          | 41° 48′ 23″ N, 1° 16′ 10″ E / 41.8065113777743°N,1.26958073227871°E 513 msnm |                             |                     | Modifica les dades a Wikidata |
|        | era del Basca                   | Guissona        | cabana       |                                          | 41° 47′ 20″ N, 1° 18′ 16″ E / 41.7887731337905°N,1.30430786252428°E 508 msnm |                             |                     | Modifica les dades a Wikidata |
|        | era del Cinca                   | Guissona        | cabana       |                                          | 41° 47′ 05″ N, 1° 18′ 48″ E / 41.7846386977857°N,1.3134540950899°E 544 msnm  |                             |                     | Modifica les dades a Wikidata |
|        | era del Marquet                 | Guissona        | cabana       | Estat: ruïnós                            | 41° 46′ 35″ N, 1° 17′ 55″ E / 41.7764585909294°N,1.29865241778893°E 527 msnm |                             |                     | Modifica les dades a Wikidata |
|        | era del Mujal                   | Guissona        | cabana       |                                          | 41° 47′ 03″ N, 1° 18′ 00″ E / 41.7842068847096°N,1.30004800223931°E 514 msnm |                             |                     | Modifica les dades a Wikidata |
|        | era del Pallarès                | Guissona        | cabana       |                                          | 41° 47′ 23″ N, 1° 16′ 27″ E / 41.7896300531706°N,1.27416277934575°E 477 msnm |                             |                     | Modifica les dades a Wikidata |
|        | era del Pallarés                | Guissona        | cabana       |                                          | 41° 46′ 59″ N, 1° 19′ 01″ E / 41.7829879288204°N,1.31696296571848°E 550 msnm |                             |                     | Modifica les dades a Wikidata |
|        | era del Sisat                   | Guissona        | cabana       |                                          | 41° 48′ 09″ N, 1° 16′ 56″ E / 41.8025231628781°N,1.28229077052315°E 494 msnm |                             |                     | Modifica les dades a Wikidata |
|        | era del Somalenc                | Guissona        | cabana era   | Estat: enderrocat o destruït             | 41° 47′ 48″ N, 1° 17′ 40″ E / 41.7966950045451°N,1.29431382500249°E 506 msnm |                             |                     | Modifica les dades a Wikidata |
|        | pallissa de Cal Garrabou        | Guissona        | cabana       |                                          | 41° 48′ 29″ N, 1° 16′ 23″ E / 41.8079847293872°N,1.27292374548154°E 517 msnm |                             |                     | Modifica les dades a Wikidata |
|        | pallissa de l'Argullol          | Guissona        | cabana       |                                          | 41° 46′ 57″ N, 1° 19′ 18″ E / 41.782561°N,1.32164°E 559 msnm                 |                             |                     | Modifica les dades a Wikidata |
|        | pallissa del Graells            | Guarda-si-venes | cabana       |                                          | 41° 48′ 47″ N, 1° 16′ 26″ E / 41.8129239533477°N,1.27376618184195°E 529 msnm |                             |                     | Modifica les dades a Wikidata |
|        | pallissa del Miró               | Guissona        | cabana       |                                          | 41° 46′ 27″ N, 1° 18′ 07″ E / 41.7742537500266°N,1.30181487776059°E 538 msnm |                             |                     | Modifica les dades a Wikidata |
|        | pallissa del Pont               | Guarda-si-venes | cabana       |                                          | 41° 48′ 25″ N, 1° 16′ 17″ E / 41.8069629623492°N,1.27145850981219°E 516 msnm |                             |                     | Modifica les dades a Wikidata |

## cabana de volta
| imatge | Nom                        | Ubicat a        | instància de    | Detalls                                  | coordenades                                                   | Protecció                   | Commons (més fotos) | Dades a WD                    |
| ------ | -------------------------- | --------------- | --------------- | ---------------------------------------- | ------------------------------------------------------------- | --------------------------- | ------------------- | ----------------------------- |
|        | Cabana de volta I          | Guarda-si-venes | cabana de volta | 20th century                             |                                                               | bé cultural d'interès local |                     | Modifica les dades a Wikidata |
|        | Cabana de volta III        | Guissona        | cabana de volta | Estil: arquitectura popular 20th century |                                                               | bé cultural d'interès local |                     | Modifica les dades a Wikidata |
|        | Cabanes del Mas d'en Porta | Guissona        | cabana de volta | Estil: arquitectura popular 19th century |                                                               | bé cultural d'interès local |                     | Modifica les dades a Wikidata |
|        | cabana de volta II         | Guissona        | cabana de volta | 20th century                             | 41° 47′ 57″ N, 1° 16′ 17″ E / 41.799279°N,1.271291°E 486 msnm | bé cultural d'interès local |                     | Modifica les dades a Wikidata |

## carrer
| imatge | Nom                             | Ubicat a | instància de | Detalls                                                       | coordenades                                                                                                | Protecció                                  | Commons (més fotos)              | Dades a WD                    |
| ------ | ------------------------------- | -------- | ------------ | ------------------------------------------------------------- | --- | ------------------------------------------ | -------------------------------- | ----------------------------- |
|        | Raval de la Bisbal de Guissona  | Guissona | carrer       | Estil: arquitectura popular 19th century                      | 41° 47′ 02″ N, 1° 17′ 17″ E / 41.78383°N,1.28809°E 487 msnm                                                | bé integrant del patrimoni cultural català | Raval de la Bisbal de Guissona   | Modifica les dades a Wikidata |
|        | carrer de la Bisbal de Guissona | Guissona | carrer       | Estil: arquitectura popular 14th century                      | 41° 47′ 03″ N, 1° 17′ 16″ E / 41.78419°N,1.28784°E ca:Portal de Sant Roc - Carrer de les botigues 487 msnm | bé integrant del patrimoni cultural català | Carrer de la Bisbal de Guissona  | Modifica les dades a Wikidata |
|        | carrer del Gueto de Guissona    | Guissona | carrer       | Estil: arquitectura popular 11st century                      | 41° 47′ 10″ N, 1° 17′ 20″ E / 41.78618°N,1.288785°E ca:C. la Font- c. Portal Nou 489 msnm                  | bé integrant del patrimoni cultural català |                                  | Modifica les dades a Wikidata |
|        | carrer del Portal Nou           | Guissona | carrer       | Estil: arquitectura barroca arquitectura popular 18th century | 41° 47′ 11″ N, 1° 17′ 21″ E / 41.786303°N,1.289264°E ca:Pl. Capdevila - pl. del Vell Pla 492 msnm          | bé integrant del patrimoni cultural català | Carrer del Portal Nou (Guissona) | Modifica les dades a Wikidata |

## casa
| imatge | Nom                                              | Ubicat a        | instància de | Detalls                                                                | coordenades                                                                                             | Protecció                                  | Commons (més fotos)        | Dades a WD                    |
| ------ | ------------------------------------------------ | --------------- | ------------ | ---------------------------------------------------------------------- | --- | ------------------------------------------ | -------------------------- | ----------------------------- |
|        | Ca l'Agustinet                                   | Guissona        | casa         | Estil: arquitectura modernista 20th century                            | 41° 47′ 01″ N, 1° 17′ 14″ E / 41.783611°N,1.287222°E ca:Raval de la Bisbal, 2, Guissona 484 msnm        | bé cultural d'interès local                | Ca l'Agustinet             | Modifica les dades a Wikidata |
|        | Ca l'Hortolà                                     | Guissona        | casa         | Estil: arquitectura modernista 19th century                            | 41° 47′ 01″ N, 1° 17′ 15″ E / 41.783611°N,1.2875°E ca:Carrer Raval Bisbal, 20 485 msnm                  | bé cultural d'interès local                | Ca l'Hortolà (Guissona)    | Modifica les dades a Wikidata |
|        | Ca la Ventureta                                  | Guissona        | casa         | Estil: arquitectura modernista 20th century                            | 41° 47′ 01″ N, 1° 17′ 17″ E / 41.783611°N,1.288056°E ca:Carrer Raval Bisbal, 32 486 msnm                | bé cultural d'interès local                | Ca la Ventureta            | Modifica les dades a Wikidata |
|        | Cal Barnola                                      | Guissona        | casa         | Estil: arquitectura modernista 20th century                            | 41° 47′ 05″ N, 1° 17′ 18″ E / 41.784722°N,1.288333°E ca:Plaça Bisbe Benlloch, 7 485 msnm                | bé cultural d'interès local                | Cal Barnola                | Modifica les dades a Wikidata |
|        | Cal Batista                                      | Guissona        | casa         | Estil: arquitectura modernista 19th century                            | 41° 47′ 01″ N, 1° 17′ 15″ E / 41.783611°N,1.2875°E ca:Carrer Rabal Bisbal, 14 485 msnm                  | bé cultural d'interès local                | Cal Batista                | Modifica les dades a Wikidata |
|        | Cal Bepanyo                                      | Guissona        | casa         | Estil: arquitectura popular 17th century                               | 41° 47′ 06″ N, 1° 17′ 19″ E / 41.785°N,1.28851°E ca:Pl. Major, 2 484 msnm                               | bé cultural d'interès local                | Cal Bepanyo                | Modifica les dades a Wikidata |
|        | Cal Campà                                        | Guissona        | casa         | Estil: arquitectura popular 20th century                               | 41° 46′ 59″ N, 1° 17′ 22″ E / 41.7831°N,1.28948°E ca:C. Dr. Pere Castelló, 10 492 msnm                  | bé integrant del patrimoni cultural català | Cal Campà (Guissona)       | Modifica les dades a Wikidata |
|        | Cal Carlo                                        | Guissona        | casa         | Estil: arquitectura eclèctica 19th century                             | 41° 47′ 13″ N, 1° 17′ 35″ E / 41.78687°N,1.29293°E ca:C. Onze de Setembre, 41 494 msnm                  | bé cultural d'interès local                | Cal Carlo (Guissona)       | Modifica les dades a Wikidata |
|        | Cal Carulla                                      | Guissona        | casa         | Estil: arquitectura barroca 18th century                               | 41° 47′ 11″ N, 1° 17′ 23″ E / 41.78644°N,1.28973°E ca:C. Raval Coma, 62 489 msnm                        | bé cultural d'interès local                | Cal Carulla (Guissona)     | Modifica les dades a Wikidata |
|        | Cal Coma de les Sitges                           | Guissona        | casa         | Estil: arquitectura modernista 20th century                            | 41° 47′ 01″ N, 1° 17′ 15″ E / 41.783611°N,1.2875°E ca:Carrer Raval Bisbal, 18 485 msnm                  | bé cultural d'interès local                | Cal Coma (Guissona)        | Modifica les dades a Wikidata |
|        | Cal Daran                                        | Guissona        | casa         | 18th century                                                           | 41° 47′ 04″ N, 1° 17′ 18″ E / 41.78448°N,1.28824°E ca:C. Bisbal, 15 485 msnm                            | bé cultural d'interès local                |                            | Modifica les dades a Wikidata |
|        | Cal Domenjó                                      | Guissona        | casa         | 18th century                                                           | 41° 47′ 01″ N, 1° 17′ 12″ E / 41.78367°N,1.28678°E ca:C. Guinguetes, 2 483 msnm                         | bé cultural d'interès local                |                            | Modifica les dades a Wikidata |
|        | Cal Ferro                                        | Guissona        | casa         | Estil: arquitectura popular 18th century                               | 41° 47′ 09″ N, 1° 17′ 21″ E / 41.78572°N,1.28913°E ca:Pl. Capdevila, 11 489 msnm                        | bé cultural d'interès local                | Cal Ferro (Guissona)       | Modifica les dades a Wikidata |
|        | Cal Fidel                                        | Guissona        | casa         | Estil: arquitectura modernista 1913                                    | 41° 47′ 02″ N, 1° 17′ 16″ E / 41.783889°N,1.287778°E ca:Carrer Bisbal, 43 484 msnm                      | bé cultural d'interès local                | Cal Fidel                  | Modifica les dades a Wikidata |
|        | Cal Guim                                         | Guissona        | casa         | Estil: arquitectura eclèctica 18th century                             | 41° 47′ 03″ N, 1° 17′ 22″ E / 41.78415°N,1.2895°E ca:C. Raval Convent, 31 489 msnm                      | bé cultural d'interès local                | Cal Guim (Guissona)        | Modifica les dades a Wikidata |
|        | Cal Magí de l'Aigua                              | Guissona        | casa         | Estil: modernisme català 20th century                                  | 41° 47′ 01″ N, 1° 17′ 15″ E / 41.78366°N,1.28738°E ca:Raval de la Bisbal, 8 485 msnm                    | bé cultural d'interès local                |                            | Modifica les dades a Wikidata |
|        | Cal Marsol                                       | Guissona        | casa         | Estil: arquitectura eclèctica 19th century                             | 41° 47′ 12″ N, 1° 17′ 35″ E / 41.78666°N,1.29309°E ca:C. Onze de Setembre, 44 493 msnm                  | bé cultural d'interès local                | Cal Marsol (Guissona)      | Modifica les dades a Wikidata |
|        | Cal Moliner                                      | Guissona        | casa         | Estil: arquitectura popular 18th century                               | 41° 47′ 03″ N, 1° 17′ 13″ E / 41.78416°N,1.28701°E ca:C. Raval Traspalau, 18 484 msnm                   | bé integrant del patrimoni cultural català | Cal Moliner (Guissona)     | Modifica les dades a Wikidata |
|        | Cal Pané                                         | Guissona        | casa         | Estil: noucentisme 18th century                                        | 41° 47′ 01″ N, 1° 17′ 16″ E / 41.78353°N,1.28778°E ca:C. Raval Bisbal, 26 483 msnm                      | bé cultural d'interès local                | Cal Pané                   | Modifica les dades a Wikidata |
|        | Cal Parrissa                                     | Guissona        | casa         | Estil: gòtic tardà 16th century                                        | 41° 47′ 03″ N, 1° 17′ 16″ E / 41.784114°N,1.287813°E ca:C. Bisbal, 39 484 msnm                          | bé cultural d'interès local                | Cal Parrissa               | Modifica les dades a Wikidata |
|        | Cal Pauleta                                      | Guissona        | casa         | Estil: noucentisme 20th century                                        | 41° 47′ 07″ N, 1° 17′ 15″ E / 41.78524°N,1.2876°E ca:Av. Notari Josep Faus, 3 483 msnm                  | bé integrant del patrimoni cultural català | Cal Pauleta                | Modifica les dades a Wikidata |
|        | Cal Piteu                                        | Guissona        | casa         | Estil: arquitectura eclèctica 20th century                             | 41° 47′ 10″ N, 1° 17′ 18″ E / 41.786002°N,1.288409°E ca:C. de la Font, 19 487 msnm                      | bé cultural d'interès local                | Cal Piteu (Guissona)       | Modifica les dades a Wikidata |
|        | Cal Plataire                                     | Guissona        | casa         | Estil: arquitectura modernista arquitectura eclèctica 1913             | 41° 47′ 03″ N, 1° 17′ 16″ E / 41.784167°N,1.287778°E ca:Carrer Bisbal, 41 484 msnm                      | bé cultural d'interès local                | Cal Plataire (Guissona)    | Modifica les dades a Wikidata |
|        | Cal Rafaelet                                     | Guissona        | casa         | Estil: arquitectura popular Estat: enderrocat o destruït               | 41° 47′ 08″ N, 1° 17′ 21″ E / 41.78544°N,1.28918°E ca:C. de Sant Magí (enderrocat) 488 msnm             | bé cultural d'interès local                |                            | Modifica les dades a Wikidata |
|        | Cal Ribó                                         | Guissona        | casa         | Estil: noucentisme 20th century                                        | 41° 47′ 11″ N, 1° 17′ 19″ E / 41.78633°N,1.28869°E ca:Pl. del Vell Pla, 8 487 msnm                      | bé integrant del patrimoni cultural català | Cal Ribó (Guissona)        | Modifica les dades a Wikidata |
|        | Cal Sala                                         | Guissona        | casa         | Estil: arquitectura modernista 20th century                            | 41° 47′ 11″ N, 1° 17′ 23″ E / 41.78634°N,1.28961°E ca:C. Raval Coma, 45 489 msnm                        | bé cultural d'interès local                | Cal Sala (Guissona)        | Modifica les dades a Wikidata |
|        | Cal Santaeulària                                 | Guissona        | casa         | Estil: arquitectura modernista 20th century                            | 41° 47′ 02″ N, 1° 17′ 15″ E / 41.783889°N,1.2875°E ca:Carrer Bisbal, 30 489 msnm                        | bé cultural d'interès local                | Cal Santaeulària           | Modifica les dades a Wikidata |
|        | Cal Sarandaca                                    | Guissona        | casa         | Estil: arquitectura eclèctica 20th century                             | 41° 47′ 09″ N, 1° 17′ 23″ E / 41.78582°N,1.28971°E ca:C. Raval Coma, 27 489 msnm                        | bé integrant del patrimoni cultural català | Cal Sarandaca              | Modifica les dades a Wikidata |
|        | Cal Serra                                        | Guissona        | casa         | Estil: arquitectura popular 17th century                               | 41° 47′ 07″ N, 1° 17′ 19″ E / 41.78528°N,1.28853°E ca:Pl. Major, 5 483 msnm                             | bé cultural d'interès local                | Cal Serra (Guissona)       | Modifica les dades a Wikidata |
|        | Cal Serra Puig                                   | Guissona        | casa         | 19th century                                                           | 41° 47′ 05″ N, 1° 17′ 22″ E / 41.78484°N,1.28939°E ca:C. Fluvià, 19 486 msnm                            | bé cultural d'interès local                |                            | Modifica les dades a Wikidata |
|        | Cal Simonet de Montanyana                        | Guissona        | casa         | Estil: arquitectura modernista 20th century                            | 41° 47′ 05″ N, 1° 17′ 19″ E / 41.784585°N,1.288484°E ca:Carrer Bisbal, 7 485 msnm                       | bé cultural d'interès local                | Cal Simonet de Montanyana  | Modifica les dades a Wikidata |
|        | Cal Suau                                         | Guissona        | casa         | Estil: historicisme arquitectònic 19th century                         | 41° 47′ 10″ N, 1° 17′ 34″ E / 41.78614°N,1.29275°E ca:C. Roca Sastre, 4 494 msnm                        | bé cultural d'interès local                | Cal Suau (Guissona)        | Modifica les dades a Wikidata |
|        | Cal Tartamut                                     | Guissona        | casa         | Estil: arquitectura modernista 1916                                    | 41° 47′ 04″ N, 1° 17′ 19″ E / 41.784444°N,1.288611°E ca:Carrer Bisbal, 5 485 msnm                       | bé cultural d'interès local                | Cal Tartamut               | Modifica les dades a Wikidata |
|        | Cal Trescents                                    | Guissona        | casa         | Estil: arquitectura modernista 20th century                            | 41° 47′ 05″ N, 1° 17′ 22″ E / 41.784722°N,1.289444°E ca:Carrer Fluvià, 21 486 msnm                      | bé cultural d'interès local                | Cal Trescents              | Modifica les dades a Wikidata |
|        | Cal Trescents Sabarter                           | Guissona        | casa         | Estil: arquitectura popular 18th century                               | 41° 47′ 06″ N, 1° 17′ 19″ E / 41.78499°N,1.28866°E ca:C. de les botigues, 1 483 msnm                    | bé cultural d'interès local                | Cal Trescents Sabarter     | Modifica les dades a Wikidata |
|        | Cal Trullàs                                      | Guissona        | casa         | Estil: arquitectura modernista 20th century                            | 41° 47′ 04″ N, 1° 17′ 18″ E / 41.784444444444°N,1.2883333333333°E ca:Carrer Bisbal, 13 484 msnm         | bé cultural d'interès local                | Cal Trullàs                | Modifica les dades a Wikidata |
|        | Cal Tàrrega                                      | Guissona        | casa         | Estil: noucentisme 20th century                                        | 41° 47′ 10″ N, 1° 17′ 26″ E / 41.786°N,1.2906°E ca:Av. Generalitat, 16 490 msnm                         | bé integrant del patrimoni cultural català | Cal Tàrrega                | Modifica les dades a Wikidata |
|        | Cal Valentí                                      | Guissona        | casa         | Estil: arquitectura modernista 20th century                            | 41° 47′ 01″ N, 1° 17′ 15″ E / 41.783611°N,1.2875°E ca:Carrer Raval Bisbal, 12 484 msnm                  | bé cultural d'interès local                | Cal Valentí (Guissona)     | Modifica les dades a Wikidata |
|        | Cal Vaqué                                        | Guissona        | casa         | Estil: arquitectura modernista 20th century                            | 41° 47′ 12″ N, 1° 17′ 25″ E / 41.786666666667°N,1.2902777777778°E ca:Carrer 11 de Setembre, 13 488 msnm | bé cultural d'interès local                | Cal Vaqué (Guissona)       | Modifica les dades a Wikidata |
|        | Cal Xamora                                       | Guissona        | casa         | Estil: arquitectura popular 20th century                               | 41° 47′ 01″ N, 1° 17′ 14″ E / 41.78374°N,1.28711°E ca:C. Raval Traspalau, 30 484 msnm                   | bé integrant del patrimoni cultural català | Cal Xamora                 | Modifica les dades a Wikidata |
|        | Cala Premsa del Tino                             | Guissona        | casa         | Estil: barroc 18th century                                             | 41° 47′ 08″ N, 1° 17′ 22″ E / 41.785489°N,1.289469°E ca:C. l'Om, 18 488 msnm                            | bé cultural d'interès local                | Cala Premsa del Tino       | Modifica les dades a Wikidata |
|        | Casa Argelich                                    | Guissona        | casa         | Estil: arquitectura del Renaixement 16th century                       | 41° 47′ 07″ N, 1° 17′ 22″ E / 41.78531°N,1.28949°E ca:Carrer de l'Om, 14 486 msnm                       | bé cultural d'interès local                | Casa Argelich              | Modifica les dades a Wikidata |
|        | Casa Bella                                       | Guarda-si-venes | casa         |                                                                        | 41° 48′ 39″ N, 1° 16′ 27″ E / 41.81094°N,1.27427°E ca:C. del Viver, 9 522 msnm                          | bé cultural d'interès local                |                            | Modifica les dades a Wikidata |
|        | Casa Condomines                                  | Guissona        | casa         | Estil: arquitectura modernista 20th century                            | 41° 47′ 05″ N, 1° 17′ 24″ E / 41.7848°N,1.28989°E ca:C. Raval Coma, 1 488 msnm                          | bé cultural d'interès local                | Casa Condomines (Guissona) | Modifica les dades a Wikidata |
|        | Casa Guillem                                     | Guissona        | casa         | Estil: arquitectura popular                                            | 41° 47′ 07″ N, 1° 17′ 20″ E / 41.78539°N,1.28875°E ca:C. Santa Margarida 484 msnm                       | bé cultural d'interès local                |                            | Modifica les dades a Wikidata |
|        | Casa Montroig                                    | Guissona        | casa         | Estil: barroc 13rd century                                             | 41° 47′ 07″ N, 1° 17′ 22″ E / 41.78539°N,1.28949°E ca:C. l'Om, 16 488 msnm                              | bé cultural d'interès local                | Casa Montroig              | Modifica les dades a Wikidata |
|        | Casa Torres                                      | Guissona        | casa         | Estil: historicisme arquitectònic 14th century                         | 41° 47′ 11″ N, 1° 17′ 19″ E / 41.78641°N,1.28851°E ca:C. de la Font - pl. Vell Pla 488 msnm             | bé cultural d'interès local                |                            | Modifica les dades a Wikidata |
|        | Molí d'en Coma                                   | Guissona        | casa         | Estil: arquitectura modernista 18th century                            | 41° 47′ 06″ N, 1° 17′ 24″ E / 41.78487°N,1.29009°E ca:Carrer Raval Sant Pere, 1 489 msnm                | bé cultural d'interès local                | Molí d'en Coma (Guissona)  | Modifica les dades a Wikidata |
|        | Palau d'Eril                                     | Guissona        | casa         | Estil: arquitectura gòtica arquitectura del Renaixement 16th century   | 41° 47′ 07″ N, 1° 17′ 19″ E / 41.785147°N,1.288481°E ca:Pl. Major, 3 484 msnm                           | bé cultural d'interès local                | Palau d'Eril               | Modifica les dades a Wikidata |
|        | Torre Conilles                                   | Guissona        | casa         |                                                                        | 41° 46′ 43″ N, 1° 17′ 27″ E / 41.7787219985202°N,1.29095192862431°E 494 msnm                            |                                            |                            | Modifica les dades a Wikidata |
|        | Torre Pujol                                      | Guissona        | casa         | Estil: arquitectura modernista historicisme arquitectònic 20th century | 41° 46′ 57″ N, 1° 17′ 24″ E / 41.78238°N,1.29005°E ca:Pl. Pere Castelló - ctra. L-311 491 msnm          | bé cultural d'interès local                | Torre Pujol (Guissona)     | Modifica les dades a Wikidata |
|        | Vil·la Antonieta                                 | Guissona        | casa         |                                                                        | 41° 46′ 56″ N, 1° 17′ 25″ E / 41.78216°N,1.29041°E 491 msnm                                             | bé cultural d'interès local                |                            | Modifica les dades a Wikidata |
|        | casa a la plaça de l'Església de Guarda-si-venes | Guarda-si-venes | casa         | 20th century                                                           | 41° 48′ 38″ N, 1° 16′ 27″ E / 41.81056°N,1.27429°E ca:Pl. de l'Església 521 msnm                        | bé cultural d'interès local                |                            | Modifica les dades a Wikidata |
|        | edifici a l'avinguda Onze de Setembre, 23        | Guissona        | casa         | 20th century                                                           | 41° 47′ 12″ N, 1° 17′ 28″ E / 41.78679°N,1.29099°E ca:Av. Onze de Setembre, 23 490 msnm                 | bé cultural d'interès local                |                            | Modifica les dades a Wikidata |
|        | edifici a l'avinguda Onze de Setembre, 36        | Guissona        | casa         | 20th century                                                           | 41° 47′ 12″ N, 1° 17′ 32″ E / 41.78671°N,1.29231°E ca:Av. Onze de Setembre, 36 494 msnm                 | bé cultural d'interès local                |                            | Modifica les dades a Wikidata |
|        | edifici a la plaça Major, 4                      | Guissona        | casa         | 17th century                                                           | 41° 47′ 07″ N, 1° 17′ 19″ E / 41.78523°N,1.28858°E ca:Pl. Major, 4 483 msnm                             | bé cultural d'interès local                |                            | Modifica les dades a Wikidata |
|        | edifici al carrer Bisbal, 11                     | Guissona        | casa         | 18th century                                                           | 41° 47′ 04″ N, 1° 17′ 18″ E / 41.78456°N,1.28836°E ca:C. Bisbal, 11 485 msnm                            | bé cultural d'interès local                |                            | Modifica les dades a Wikidata |
|        | edifici al carrer Bisbal, 21                     | Guissona        | casa         | 18th century                                                           | 41° 47′ 04″ N, 1° 17′ 17″ E / 41.7844°N,1.28813°E ca:C. Bisbal, 21 485 msnm                             | bé cultural d'interès local                |                            | Modifica les dades a Wikidata |
|        | edifici al carrer Fluvià, 17                     | Guissona        | casa         | 20th century                                                           | 41° 47′ 05″ N, 1° 17′ 21″ E / 41.78483°N,1.28929°E ca:C. Fluvià, 17 485 msnm                            | bé cultural d'interès local                |                            | Modifica les dades a Wikidata |
|        | edifici al carrer Notari Roca Sastre, 18         | Guissona        | casa         | 20th century                                                           | 41° 47′ 08″ N, 1° 17′ 34″ E / 41.78547°N,1.29272°E ca:C. Notari Roca Sastre, 18 494 msnm                | bé cultural d'interès local                |                            | Modifica les dades a Wikidata |
|        | edifici al raval d'en Coma, 38                   | Guissona        | casa         | 18th century                                                           | 41° 47′ 09″ N, 1° 17′ 24″ E / 41.78597°N,1.28987°E ca:Raval d'en Coma, 38 489 msnm                      | bé cultural d'interès local                |                            | Modifica les dades a Wikidata |
|        | edifici al raval d'en Coma, 8                    | Guissona        | casa         | 18th century                                                           | 41° 47′ 07″ N, 1° 17′ 24″ E / 41.7852°N,1.28998°E ca:Raval d'en Coma, 8 489 msnm                        | bé cultural d'interès local                |                            | Modifica les dades a Wikidata |
|        | edifici al raval del Convent, 17                 | Guissona        | casa         | 18th century                                                           | 41° 47′ 04″ N, 1° 17′ 24″ E / 41.78446°N,1.28995°E ca:Raval del Convent, 17 489 msnm                    | bé cultural d'interès local                |                            | Modifica les dades a Wikidata |
|        | edifici al raval del Convent, 19                 | Guissona        | casa         | 18th century                                                           | 41° 47′ 04″ N, 1° 17′ 24″ E / 41.78443°N,1.28988°E ca:Raval del Convent, 19 489 msnm                    | bé cultural d'interès local                |                            | Modifica les dades a Wikidata |
|        | edifici al raval del Convent, 21                 | Guissona        | casa         | 18th century                                                           | 41° 47′ 04″ N, 1° 17′ 23″ E / 41.78441°N,1.28982°E ca:Raval del Convent, 21 489 msnm                    | bé cultural d'interès local                |                            | Modifica les dades a Wikidata |
|        | edifici al raval del Convent, 23                 | Guissona        | casa         | 18th century                                                           | 41° 47′ 04″ N, 1° 17′ 23″ E / 41.78438°N,1.28976°E ca:Raval del Convent, 23 489 msnm                    | bé cultural d'interès local                |                            | Modifica les dades a Wikidata |
|        | edifici al raval del Convent, 25                 | Guissona        | casa         | 18th century                                                           | 41° 47′ 04″ N, 1° 17′ 23″ E / 41.78435°N,1.28969°E ca:Raval del Convent, 25 489 msnm                    | bé cultural d'interès local                |                            | Modifica les dades a Wikidata |
|        | edifici al raval del Convent, 3                  | Guissona        | casa         | 18th century                                                           | 41° 47′ 05″ N, 1° 17′ 24″ E / 41.78473°N,1.29006°E ca:Raval del Convent, 3 489 msnm                     | bé cultural d'interès local                |                            | Modifica les dades a Wikidata |

## castell
| imatge | Nom                 | Ubicat a | instància de | Detalls                                                                                 | coordenades                                                                                            | Protecció                      | Commons (més fotos) | Dades a WD                    |
| ------ | ------------------- | -------- | ------------ | --------------------------------------------------------------------------------------- | --- | ------------------------------ | ------------------- | ----------------------------- |
|        | castell de Guissona | Guissona | castell      | Estil: historicisme arquitectònic arquitectura popular arquitectura romana 14th century | 41° 47′ 11″ N, 1° 17′ 19″ E / 41.786372°N,1.28858°E ca:Carrer de la Font i plaça del Vell Pla 487 msnm |                                | Castell de Guissona | Modifica les dades a Wikidata |
|        | castell de Rubiol   | Guissona | castell      | 11st century                                                                            | 41° 48′ 00″ N, 1° 17′ 51″ E / 41.80005°N,1.297438°E 506 msnm                                           | bé cultural d'interès nacional | Castell de Rubiol   | Modifica les dades a Wikidata |

## creu de terme
| imatge | Nom                       | Ubicat a        | instància de  | Detalls                                        | coordenades                                                                     | Protecció                                  | Commons (més fotos)       | Dades a WD                    |
| ------ | ------------------------- | --------------- | ------------- | ---------------------------------------------- | ------------------------------------------------------------------------------- | ------------------------------------------ | ------------------------- | ----------------------------- |
|        | Creu Roja                 | Guarda-si-venes | creu de terme |                                                | 41° 48′ 52″ N, 1° 17′ 16″ E / 41.8145764602212°N,1.28789196348621°E 520 msnm    |                                            |                           | Modifica les dades a Wikidata |
|        | creu de Condomines        | Guarda-si-venes | creu de terme |                                                | 41° 48′ 48″ N, 1° 16′ 42″ E / 41.81335°N,1.27845°E 530 msnm                     | bé integrant del patrimoni cultural català | La Creu de Condomines     | Modifica les dades a Wikidata |
|        | creu de terme de Guissona | Guissona        | creu de terme | Estil: historicisme arquitectònic 20th century | 41° 47′ 12″ N, 1° 17′ 20″ E / 41.78674°N,1.28883°E ca:Pl. del Vell Pla 489 msnm | bé integrant del patrimoni cultural català | Creu de terme de Guissona | Modifica les dades a Wikidata |

## edifici
| imatge | Nom                                | Ubicat a | instància de                | Detalls                                     | coordenades                                                                                                  | Protecció                                            | Commons (més fotos)                   | Dades a WD                    |
| ------ | ---------------------------------- | -------- | --------------------------- | ------------------------------------------- | --- | ---------------------------------------------------- | ------------------------------------- | ----------------------------- |
|        | Ateneu de Guissona                 | Guissona | edifici                     | Estil: arquitectura modernista 20th century | 41° 47′ 01″ N, 1° 17′ 15″ E / 41.783611°N,1.2875°E ca:Portal de Sant Roc, 45 484 msnm                        | bé cultural d'interès local                          | Edifici Ateneu                        | Modifica les dades a Wikidata |
|        | Edifici Cooperativa                | Guissona | edifici                     | Estil: noucentisme 20th century             | 41° 47′ 12″ N, 1° 17′ 23″ E / 41.78668°N,1.28966°E ca:C. Onze de Setembre, 3 489 msnm                        | bé cultural d'interès nacional                       | Edifici Cooperativa (Guissona)        | Modifica les dades a Wikidata |
|        | Edifici Farmàcia Pujol             | Guissona | edifici oficina de farmàcia | Estil: arquitectura modernista 20th century | 41° 47′ 05″ N, 1° 17′ 21″ E / 41.784723°N,1.28913°E ca:Carrer Fluvià, 16 485 msnm                            | bé cultural d'interès local                          | Edifici Farmàcia Pujol (Guissona)     | Modifica les dades a Wikidata |
|        | Escorxador Municipal de Guissona   | Guissona | edifici                     | Estil: arquitectura modernista 20th century | 41° 47′ 15″ N, 1° 17′ 19″ E / 41.78763°N,1.28866°E ca:C. del Tint, 21 484 msnm                               | bé cultural d'interès local                          | Escorxador Municipal de Guissona      | Modifica les dades a Wikidata |
|        | Garatge Hispano Igualadina         | Guissona | edifici                     | Estil: arquitectura popular 20th century    | 41° 47′ 12″ N, 1° 17′ 29″ E / 41.7866°N,1.29125°E ca:C. Onze de Setembre, 20 490 msnm                        | bé integrant del patrimoni cultural català           | Garatge Hispano Igualadina (Guissona) | Modifica les dades a Wikidata |
|        | Magatzem de cal Xamora             | Guissona | edifici                     | Estil: arquitectura popular 21st century    | 41° 47′ 02″ N, 1° 17′ 13″ E / 41.78388°N,1.28701°E ca:C. Raval Traspalau, 28 484 msnm                        | bé integrant del patrimoni cultural català           | Magatzem de cal Xamora                | Modifica les dades a Wikidata |
|        | Palau de Fluvià                    | Guissona | edifici palau episcopal     | Estil: gòtic tardà 16th century             | 41° 47′ 20″ N, 1° 17′ 58″ E / 41.788751°N,1.299363°E ca:Carretera de Massoteres, a 200 m de la vila 500 msnm | bé d'interès cultural bé cultural d'interès nacional | Obra de Fluvià                        | Modifica les dades a Wikidata |
|        | Parets de marge de Condomines      | Guissona | edifici                     | Estil: arquitectura popular                 | | bé cultural d'interès local                          |                                       | Modifica les dades a Wikidata |
|        | cobert del Massons                 | Guissona | edifici                     |                                             | 41° 47′ 16″ N, 1° 18′ 04″ E / 41.7876827385865°N,1.30121974631919°E 507 msnm                                 |                                                      |                                       | Modifica les dades a Wikidata |
|        | cobert del Menet                   | Guissona | edifici                     |                                             | 41° 47′ 59″ N, 1° 16′ 49″ E / 41.7996566324879°N,1.28032115246323°E 487 msnm                                 |                                                      |                                       | Modifica les dades a Wikidata |
|        | cobert del Minguell                | Guissona | edifici                     |                                             | 41° 46′ 58″ N, 1° 16′ 51″ E / 41.7829140592716°N,1.28096124625735°E 471 msnm                                 |                                                      |                                       | Modifica les dades a Wikidata |
|        | edifici a la plaça Major, 6        | Guissona | edifici                     | 18th century                                | 41° 47′ 07″ N, 1° 17′ 19″ E / 41.78536°N,1.28864°E ca:Pl. Major, 6 483 msnm                                  | bé cultural d'interès local                          |                                       | Modifica les dades a Wikidata |
|        | edifici al carrer Raval Bisbal, 38 | Guissona | edifici                     | Estil: arquitectura popular 20th century    | 41° 47′ 02″ N, 1° 17′ 17″ E / 41.78376°N,1.28814°E ca:C. Raval Bisbal, 38 487 msnm                           | bé integrant del patrimoni cultural català           | Edifici al Raval de la Bisbal, 38     | Modifica les dades a Wikidata |
|        | edifici del Centre Catòlic         | Guissona | edifici                     | Estil: arquitectura modernista 1910s        | 41° 47′ 05″ N, 1° 17′ 16″ E / 41.784824°N,1.287876°E ca:Plaça Bisbe Benlloch, 2 485 msnm                     | bé cultural d'interès local                          | Edifici del Centre Catòlic (Guissona) | Modifica les dades a Wikidata |
|        | la Fassina                         | Guissona | edifici                     | Estil: arquitectura popular 19th century    | 41° 47′ 14″ N, 1° 17′ 20″ E / 41.78714°N,1.28901°E ca:C. del Tint 485 msnm                                   | bé cultural d'interès local                          | La Fassina (Guissona)                 | Modifica les dades a Wikidata |

## entitat singular de població
| imatge | Nom             | Ubicat a | instància de                                   | Detalls  | coordenades                                                       | Protecció | Commons (més fotos) | Dades a WD                    |
| ------ | --------------- | -------- | ---------------------------------------------- | -------- | ----------------------------------------------------------------- | --------- | ------------------- | ----------------------------- |
|        | Guarda-si-venes | Guissona | entitat singular de població                   | 47 hab   | 41° 48′ 39″ N, 1° 16′ 28″ E / 41.81083333°N,1.27444444°E 522 msnm |           | Guarda-si-venes     | Modifica les dades a Wikidata |
|        | Guissona        | Guissona | entitat singular de població capital municipal | 7539 hab | 41° 47′ 07″ N, 1° 17′ 17″ E / 41.78536174°N,1.28794658°E 483 msnm |           |                     | Modifica les dades a Wikidata |

## església
| imatge | Nom                                | Ubicat a        | instància de | Detalls                                                                                     | coordenades                                                                               | Protecció                      | Commons (més fotos)                | Dades a WD                    |
| ------ | ---------------------------------- | --------------- | ------------ | ------------------------------------------------------------------------------------------- | ----------------------------------------------------------------------------------------- | ------------------------------ | ---------------------------------- | ----------------------------- |
|        | Convent i Església de Santa Mònica | Guissona        | església     | Estil: arquitectura popular 17th century                                                    | 41° 47′ 02″ N, 1° 17′ 21″ E / 41.78395°N,1.28924°E ca:Raval del Bisbal 488 msnm           | bé cultural d'interès local    | Convent i Esglèsia de Santa Mònica | Modifica les dades a Wikidata |
|        | Mare de Déu de la Llet             | Guissona        | església     |                                                                                             | 41° 47′ 40″ N, 1° 14′ 03″ E / 41.7943613812119°N,1.23406620476646°E 467 msnm              |                                | Mare de Déu de la Llet (Guissona)  | Modifica les dades a Wikidata |
|        | Sant Felip Neri de Guissona        | Guissona        | església     | Estil: arquitectura del Renaixement 17th century                                            | 41° 47′ 07″ N, 1° 17′ 20″ E / 41.785319°N,1.289019°E ca:C. de l'Om 482 msnm               | bé cultural d'interès local    | Sant Felip Neri de Guissona        | Modifica les dades a Wikidata |
|        | Sant Macari de Guissona            | Guissona        | església     | Estil: arquitectura romànica 11st century                                                   | 41° 47′ 17″ N, 1° 16′ 53″ E / 41.788°N,1.28144°E ca:Al final del c. Tapioles 476 msnm     | bé cultural d'interès local    | Sant Macari de Guissona            | Modifica les dades a Wikidata |
|        | Sant Miquel de Guarda-si-venes     | Guarda-si-venes | església     | Estil: arquitectura romànica 11st century                                                   | 41° 48′ 37″ N, 1° 16′ 27″ E / 41.8104°N,1.27423°E ca:Pl. de l'Església 520 msnm           | bé cultural d'interès local    | Sant Miquel de Guarda-si-venes     | Modifica les dades a Wikidata |
|        | Sant Pere dels Pastors             | Guissona        | església     | Estil: arquitectura romànica 13rd century                                                   | 41° 46′ 51″ N, 1° 18′ 16″ E / 41.7808°N,1.30442°E ca:Ctra. LV-3201, km 1 537 msnm         | bé cultural d'interès local    | Sant Pere dels Pastors             | Modifica les dades a Wikidata |
|        | Sant Romà de Guissona              | Guissona        | església     | Estil: arquitectura romànica 11st century                                                   | 41° 47′ 45″ N, 1° 17′ 24″ E / 41.795744°N,1.289942°E ca:Carretera C-451, km 21,1 492 msnm | bé cultural d'interès local    | Sant Romà de Guissona              | Modifica les dades a Wikidata |
|        | Santa Maria de Guissona            | Guissona        | església     | Estil: arquitectura neoclàssica arquitectura barroca 18th century Anomenat per: Verge Maria | 41° 47′ 06″ N, 1° 17′ 21″ E / 41.7851°N,1.28903°E ca:Pl. Major 485 msnm                   | bé cultural d'interès nacional | Santa Maria de Guissona            | Modifica les dades a Wikidata |

## font
| imatge | Nom                           | Ubicat a | instància de  | Detalls                                  | coordenades | Protecció                   | Commons (més fotos)                     | Dades a WD                    |
| ------ | ----------------------------- | -------- | ------------- | ---------------------------------------- | --- | --------------------------- | --------------------------------------- | ----------------------------- |
|        | Fonts i safaretjos de la Vila | Guissona | font safareig | Estil: arquitectura popular 13rd century | 41° 47′ 12″ N, 1° 17′ 19″ E / 41.78666°N,1.28853°E ca:C. Raval de la Font 485 msnm                                       | bé cultural d'interès local | Fonts i safarejos de la Vila (Guissona) | Modifica les dades a Wikidata |
|        | font de l'Estany              | Guissona | font          | Estil: arquitectura popular 19th century | 41° 47′ 05″ N, 1° 18′ 27″ E / 41.78465°N,1.30751°E ca:A 200 m. ctra. Massoteres, desviament per un camí a 800 m 521 msnm | bé cultural d'interès local | Font de l'Estany                        | Modifica les dades a Wikidata |
|        | font de la Salut              | Guissona | font          | Estil: arquitectura popular 18th century | 41° 46′ 50″ N, 1° 16′ 57″ E / 41.780509°N,1.282456°E ca:C. Font de la Salut, parc 477 msnm                               | bé cultural d'interès local | Font de la Salut (Guissona)             | Modifica les dades a Wikidata |

## granja
| imatge | Nom                  | Ubicat a        | instància de | Detalls                      | coordenades                                                                  | Protecció | Commons (més fotos) | Dades a WD                    |
| ------ | -------------------- | --------------- | ------------ | ---------------------------- | ---------------------------------------------------------------------------- | --------- | ------------------- | ----------------------------- |
|        | Granges Aumedes      | Guissona        | granja       | Estat: enderrocat o destruït | 41° 46′ 40″ N, 1° 17′ 32″ E / 41.7778842462201°N,1.29215334863832°E 495 msnm |           |                     | Modifica les dades a Wikidata |
|        | Granges Ribó         | Guissona        | granja       |                              | 41° 47′ 21″ N, 1° 17′ 22″ E / 41.7890677865355°N,1.28955788623563°E 482 msnm |           |                     | Modifica les dades a Wikidata |
|        | Granges del Codina   | Guissona        | granja       |                              | 41° 47′ 25″ N, 1° 17′ 30″ E / 41.7903051618598°N,1.29160698411379°E 481 msnm |           |                     | Modifica les dades a Wikidata |
|        | Granja Oliva         | Guarda-si-venes | granja       |                              | 41° 48′ 41″ N, 1° 16′ 37″ E / 41.811269036978°N,1.27691658622381°E 515 msnm  |           |                     | Modifica les dades a Wikidata |
|        | Granja de J. Graells | Guarda-si-venes | granja       |                              | 41° 48′ 43″ N, 1° 16′ 24″ E / 41.8120268805002°N,1.273405035034°E 522 msnm   |           |                     | Modifica les dades a Wikidata |
|        | Granja de R. Graells | Guarda-si-venes | granja       |                              | 41° 48′ 38″ N, 1° 16′ 22″ E / 41.8105656565666°N,1.27266178555969°E 516 msnm |           |                     | Modifica les dades a Wikidata |

## masia
| imatge | Nom                  | Ubicat a        | instància de | Detalls                                  | coordenades | Protecció                   | Commons (més fotos)  | Dades a WD                    |
| ------ | -------------------- | --------------- | ------------ | ---------------------------------------- | --- | --------------------------- | -------------------- | ----------------------------- |
|        | Cal Marquet          | Guissona        | masia        |                                          | 41° 46′ 44″ N, 1° 18′ 18″ E / 41.77902°N,1.30492°E ca:A 1 km de Guissona ctra. LV-3201 a Sant Guim de la Plana 538 msnm | bé cultural d'interès local |                      | Modifica les dades a Wikidata |
|        | Finca del Campabadal | Guissona        | masia        |                                          | 41° 46′ 57″ N, 1° 17′ 49″ E / 41.7823666315379°N,1.29681155852804°E 512 msnm                                            |                             |                      | Modifica les dades a Wikidata |
|        | Mas Ramon            | Guarda-si-venes | masia        | Estil: arquitectura popular 19th century | 41° 48′ 44″ N, 1° 16′ 43″ E / 41.8123°N,1.27867°E 522 msnm                                                              | bé cultural d'interès local | Mas Ramon            | Modifica les dades a Wikidata |
|        | Mas d'en Porta       | Guissona        | masia        | Estil: arquitectura popular 18th century | 41° 47′ 40″ N, 1° 14′ 01″ E / 41.79446°N,1.23366°E ca:Camí del Mas d'en Porta 468 msnm                                  | bé cultural d'interès local | Mas d'en Porta       | Modifica les dades a Wikidata |
|        | Masia del Tomàs      | Guissona        | masia        | Estat: ruïnós                            | 41° 47′ 49″ N, 1° 16′ 53″ E / 41.796915246002°N,1.28129715463421°E 476 msnm                                             |                             |                      | Modifica les dades a Wikidata |
|        | Tapioles             | Guissona        | masia        |                                          | 41° 47′ 06″ N, 1° 16′ 41″ E / 41.785104°N,1.278054°E 462 msnm                                                           | bé cultural d'interès local |                      | Modifica les dades a Wikidata |
|        | la Torre d'en Carlos | Guissona        | masia        | Estil: arquitectura popular 19th century | 41° 46′ 16″ N, 1° 16′ 45″ E / 41.771°N,1.27907°E ca:Camí de Guissona a Torrefeta 507 msnm                               | bé cultural d'interès local | La Torre d'en Carlos | Modifica les dades a Wikidata |

## molí d'aigua
| imatge | Nom               | Ubicat a | instància de | Detalls                                                  | coordenades                                                                 | Protecció                                  | Commons (més fotos) | Dades a WD                    |
| ------ | ----------------- | -------- | ------------ | -------------------------------------------------------- | --------------------------------------------------------------------------- | ------------------------------------------ | ------------------- | ----------------------------- |
|        | Molí del Cava I   | Guissona | molí d'aigua | Estil: arquitectura popular Estat: enderrocat o destruït | ca:Esquerra rasa del Passerell (enderrocat)                                 | bé cultural d'interès local                |                     | Modifica les dades a Wikidata |
|        | Molí del Cava II  | Guissona | molí d'aigua | Estil: arquitectura popular Estat: enderrocat o destruït | ca:Esquerra rasa del Passerell (enderrocat)                                 | bé integrant del patrimoni cultural català |                     | Modifica les dades a Wikidata |
|        | Molí del Cava III | Guissona | molí d'aigua | Estil: arquitectura popular Estat: enderrocat o destruït | ca:Esquerra rasa del Passerell (enderrocat)                                 | bé integrant del patrimoni cultural català |                     | Modifica les dades a Wikidata |
|        | Molí del Cava IV  | Guissona | molí d'aigua | Estil: arquitectura popular 15th century Estat: ruïnós   | 41° 47′ 23″ N, 1° 16′ 45″ E / 41.789774°N,1.279284°E 464 msnm               | bé integrant del patrimoni cultural català |                     | Modifica les dades a Wikidata |
|        | Molí del Vaquer   | Guissona | molí d'aigua | Estat: enderrocat o destruït                             | 41° 46′ 46″ N, 1° 16′ 54″ E / 41.7795658576728°N,1.2817124911055°E 475 msnm |                                            |                     | Modifica les dades a Wikidata |

## muntanya
| imatge | Nom                | Ubicat a                       | instància de | Detalls | coordenades                                                | Protecció | Commons (més fotos)           | Dades a WD                    |
| ------ | ------------------ | ------------------------------ | ------------ | ------- | ---------------------------------------------------------- | --------- | ----------------------------- | ----------------------------- |
|        | Creu de Condomines | Torrefeta i Florejacs Guissona | muntanya     |         | 41° 48′ 48″ N, 1° 16′ 38″ E / 41.8132°N,1.27726°E 531 msnm |           | Creu de Condomines (muntanya) | Modifica les dades a Wikidata |
|        | Tossal del Catarro | Guissona                       | muntanya     |         | 41° 48′ 19″ N, 1° 16′ 24″ E / 41.8054°N,1.27339°E 526 msnm |           |                               | Modifica les dades a Wikidata |

## oratori
| imatge | Nom                    | Ubicat a | instància de | Detalls                                  | coordenades | Protecció                   | Commons (més fotos)               | Dades a WD                    |
| ------ | ---------------------- | -------- | ------------ | ---------------------------------------- | --- | --------------------------- | --------------------------------- | ----------------------------- |
|        | Capella de Sant Antoni | Guissona | oratori      |                                          | 41° 46′ 37″ N, 1° 16′ 58″ E / 41.7769236557842°N,1.28269748552225°E 489 msnm                                             |                             | Capella de Sant Antoni (Guissona) | Modifica les dades a Wikidata |
|        | Pilaret de Guissona    | Guissona | oratori      | Estil: arquitectura popular 20th century | 41° 47′ 43″ N, 1° 16′ 35″ E / 41.795176°N,1.276286°E ca:Ctra. L-313, km 16 direcció Ponts, camí esquerra, 100 m 486 msnm | bé cultural d'interès local | Pilaret de Guissona               | Modifica les dades a Wikidata |

## plaça
| imatge | Nom                            | Ubicat a | instància de | Detalls                                      | coordenades                                                                                          | Protecció                                  | Commons (més fotos)            | Dades a WD                    |
| ------ | ------------------------------ | -------- | ------------ | -------------------------------------------- | --- | ------------------------------------------ | ------------------------------ | ----------------------------- |
|        | El Racó de la Família          | Guissona | plaça        | Estil: arquitectura popular 20th century     | 41° 47′ 08″ N, 1° 17′ 20″ E / 41.78564°N,1.28878°E ca:C. Sant Magí - c. Sta. Margarida 487 msnm      | bé cultural d'interès local                | El Racó de la Família          | Modifica les dades a Wikidata |
|        | Placeta de Sant Roc            | Guissona | plaça        | Estil: arquitectura popular 20th century     | 41° 47′ 02″ N, 1° 17′ 14″ E / 41.78377°N,1.28728°E ca:Portal de Sant Roc 484 msnm                    | bé integrant del patrimoni cultural català | Placeta de Sant Roc            | Modifica les dades a Wikidata |
|        | Plaça Major de Guissona        | Guissona | plaça        | Estil: arquitectura neoclàssica 17th century | 41° 47′ 07″ N, 1° 17′ 19″ E / 41.78518°N,1.28868°E ca:Pl. de l'Església 484 msnm                     | bé cultural d'interès local                | Plaça Major de Guissona        | Modifica les dades a Wikidata |
|        | plaça del Bisbe Benlloch       | Guissona | plaça        | Estil: arquitectura popular 20th century     | 41° 47′ 05″ N, 1° 17′ 17″ E / 41.784680555556°N,1.2880805555556°E ca:Pl. del Bisbe Benlloch 485 msnm | bé cultural d'interès nacional             | Plaça del Bisbe Benlloch       | Modifica les dades a Wikidata |
|        | plaça del Vell Pla de Guissona | Guissona | plaça        | Estil: arquitectura popular 13rd century     | 41° 47′ 12″ N, 1° 17′ 20″ E / 41.78673°N,1.289°E 488 msnm                                            | bé cultural d'interès nacional             | Plaça del Vell Pla de Guissona | Modifica les dades a Wikidata |

## polígon industrial
| imatge | Nom                            | Ubicat a | instància de       | Detalls | coordenades                                                         | Protecció | Commons (més fotos) | Dades a WD                    |
| ------ | ------------------------------ | -------- | ------------------ | ------- | ------------------------------------------------------------------- | --------- | ------------------- | ----------------------------- |
|        | Polígon industrial Guissona I  | Guissona | polígon industrial |         | 41° 46′ 55″ N, 1° 16′ 47″ E / 41.7819066257136°N,1.27984501678011°E |           |                     | Modifica les dades a Wikidata |
|        | Polígon industrial Guissona II | Guissona | polígon industrial |         | 41° 47′ 21″ N, 1° 17′ 07″ E / 41.7890835161929°N,1.28517692718267°E |           |                     | Modifica les dades a Wikidata |

## Misc
| imatge | Nom                         | Ubicat a | instància de         | Detalls                                                             | coordenades | Protecció                                            | Commons (més fotos)          | Dades a WD                    |
| ------ | --------------------------- | -------- | -------------------- | ------------------------------------------------------------------- | --- | ---------------------------------------------------- | ---------------------------- | ----------------------------- |
|        | Ajuntament de Guissona      | Guissona | casa consistorial    | Estil: noucentisme 20th century                                     | 41° 47′ 04″ N, 1° 17′ 17″ E / 41.78455°N,1.28801°E ca:Pl. Bisbe Benlloch, 1 485 msnm                                                | bé cultural d'interès local                          | Ajuntament de Guissona       | Modifica les dades a Wikidata |
|        | Dipòsit de Massoteres       | Guissona | torre d'aigua        | Estil: arquitectura modernista 20th century                         | 41° 47′ 44″ N, 1° 18′ 44″ E / 41.7956°N,1.3121°E ca:Massoteres 512 msnm                                                             | bé integrant del patrimoni cultural català           | Dipòsit de Massoteres        | Modifica les dades a Wikidata |
|        | Iesso                       | Guissona | jaciment arqueològic |                                                                     | 41° 47′ 16″ N, 1° 17′ 24″ E / 41.78767222°N,1.28990833°E 490 msnm                                                                   | bé cultural d'interès nacional bé d'interès cultural | Iesso                        | Modifica les dades a Wikidata |
|        | Muralla i portal de l'Àngel | Guissona | porta de ciutat      | Estil: arquitectura popular historicisme arquitectònic 14th century | 41° 47′ 11″ N, 1° 17′ 19″ E / 41.78644°N,1.288609°E ca:C. de la Font i pl. Vell-Pla 487 msnm                                        | bé d'interès cultural bé cultural d'interès nacional | Portal de l'Àngel (Guissona) | Modifica les dades a Wikidata |
|        | Pou de gel de Guissona      | Guissona | pou de neu           | Estil: arquitectura popular 17th century                            | 41° 47′ 48″ N, 1° 17′ 39″ E / 41.79655°N,1.29413°E ca:Camí del Cementiri, a 200 m del nucli urbà travessant la ctra. L-313 514 msnm | bé cultural d'interès local                          | Pou de gel de Guissona       | Modifica les dades a Wikidata |
|        | Torres                      | Guissona | vèrtex geodèsic      | Alt: 1.2m                                                           | 41° 48′ 48″ N, 1° 16′ 39″ E / 41.813406°N,1.27761°E 534.901 msnm                                                                    |                                                      |                              | Modifica les dades a Wikidata |
|        | cementiri de Guissona       | Guissona | cementiri            | Estil: arquitectura popular 19th century                            | 41° 47′ 34″ N, 1° 17′ 23″ E / 41.79284°N,1.28972°E 481 msnm                                                                         | bé cultural d'interès local                          | Cementiri de Guissona        | Modifica les dades a Wikidata |
|        | pont de Santa Llúcia        | Guissona | pont                 | Estil: arquitectura popular 19th century                            | 41° 47′ 18″ N, 1° 17′ 55″ E / 41.78834°N,1.29871°E ca:Ctra. Massoteres - Biosca, a 200 m de Guissona 500 msnm                       | bé cultural d'interès local                          | Pont de Santa Llúcia         | Modifica les dades a Wikidata |
|        | sitja de Guissona           | Guissona | sitja                | Estil: Tipo D 1967 Superfície: 449m²                                | 41° 47′ 15″ N, 1° 17′ 10″ E / 41.787556°N,1.286139°E 480 msnm                                                                       |                                                      |                              | Modifica les dades a Wikidata |
|        | torre Nova d'en Carlos      | Guissona | torre de defensa     | Estil: arquitectura popular 18th century                            | 41° 46′ 46″ N, 1° 16′ 54″ E / 41.77946°N,1.28171°E 477 msnm                                                                         | bé cultural d'interès local                          | Torre Nova d'en Carlos       | Modifica les dades a Wikidata |